# Wiadukt Włodzica
Das Wiadukt Włodzica ist eine Eisenbahnbrücke der Bahnstrecke Kłodzko–Wałbrzych bei Nowa Ruda in Niederschlesien (Polen).

## Beschreibung

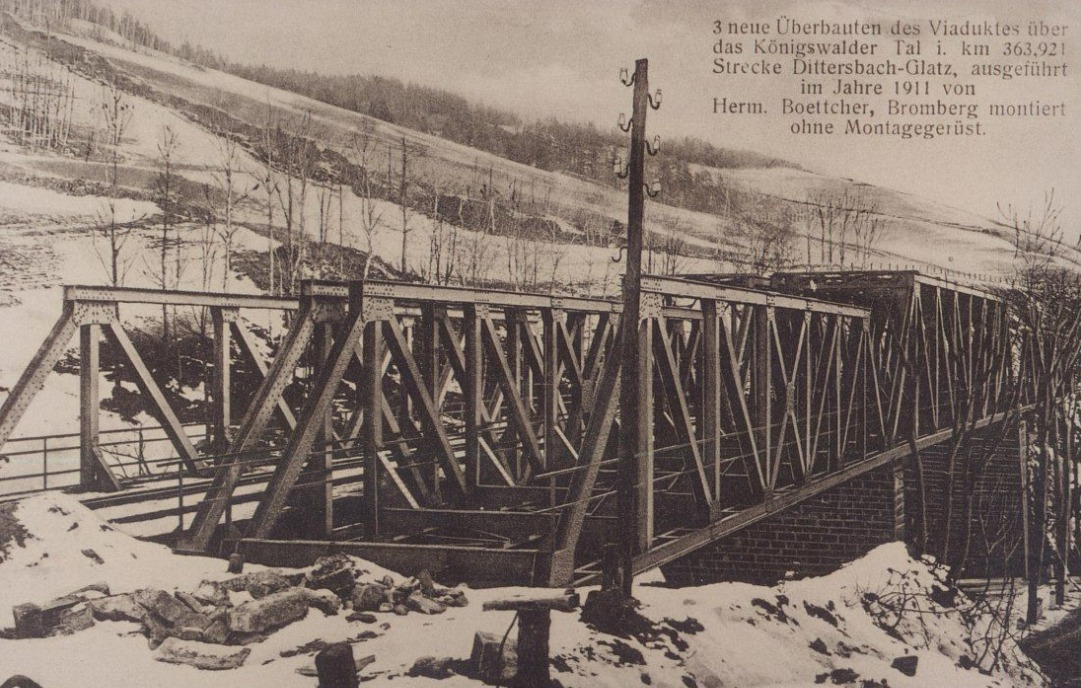
Wiadukt Włodzica mit drei neuen Überbauten im Jahr 1911

Das Wiadukt Włodzica führt die zweigleisige Bahnstrecke über den Fluss Włodzica und die Straße 381.

## Geschichte
Das Viadukt wurde von 1879 bis 1880 gebaut. Zunächst wurde es nur mit drei Fachwerkträgern auf der Westseite ausgestattet, da die Bahnstrecke zunächst nur eingleisig betrieben wurde. 1911 wurden drei weitere Fachwerkträger auf der Ostseite hinzugefügt, als die Bahnstrecke zweigleisig wurde.